# Lydia Alfonsi
Lydia Alfonsi, all'anagrafe Lidia (Parma, 27 aprile 1928 – Parma, 21 settembre 2022), è stata un'attrice italiana.

## Biografia

Lydia Alfonsi con Achille Millo presenta la trasmissione Casa serena (1950) negli studi di Radio Rai

Fece le prime esperienze dilettantistiche a Parma con il gruppo teatrale "Gioventù studentesca" e poi con la filodrammatica "Gli amici della prosa", con la quale mise in scena Il piacere dell'onestà di Luigi Pirandello. Con questa commedia partecipò a un concorso nazionale, a Pesaro, dove fu premiata come migliore attrice protagonista e dove fu notata dal regista Anton Giulio Bragaglia, presente in giuria e che la scritturò nella sua compagnia.

Il suo esordio come attrice professionista avvenne nel 1946, con Anna Christie di Eugene O'Neill, per la regia dello stesso Bragaglia. Dopo soli quattro anni abbandonò le scene teatrali per tornare nella sua città e scrivere poesie. Nel 1954 tornò al teatro con Emma, di Federico Zardi e nel 1957 con Il servitore di due padroni, assieme a Marcello Moretti, per la regia di Giorgio Strehler. Con questa compagnia portò la commedia in Francia, Germania e Medio Oriente.

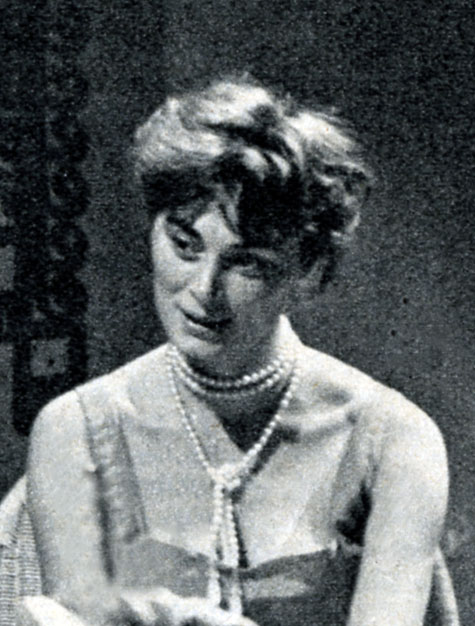
Lydia Alfonsi nel 1958

Attrice di grande espressività, ha legato il suo nome soprattutto al periodo d'oro degli sceneggiati televisivi degli anni sessanta, con lavori come La Pisana; Mastro Don Gesualdo; Luisa Sanfelice e Il segreto di Luca. Grazie alle sue doti di attrice drammatica, ha interpretato molti ruoli del teatro classico, come Medea, Elettra, Elena, Fedra. Ha legato il suo nome anche a importanti teatri italiani, come il Piccolo Teatro di Milano e lo Stabile di Genova.
Autrice di un libro, Aforismi e Flashback d'amore, pubblicato da Edigraf editore, è stata premiata con la Maschera d'argento per la sua interpretazione nello sceneggiato televisivo del 1964 Mastro Don Gesualdo, che l'attrice considera il proprio lavoro migliore. Nel 1970 ha ricevuto dalla critica francese il riconoscimento come migliore attrice televisiva italiana. Nel 1989 ha fatto parte del cast della miniserie televisiva di due puntate Una lepre con la faccia di bambina, trasmessa dalla Rai. Nel 1997 ha partecipato al film La vita è bella di Roberto Benigni nel ruolo dell'editrice Guicciardini, sua ultima interpretazione. È stata la madrina del Premio Nazionale Letterario Pisa per oltre 25 anni.
Il 20 agosto 2022 viene ricoverata all'ospedale Maggiore di Parma, dove si spegne nella notte tra il 20 e 21 settembre 2022 all'età di 94 anni. Il decesso viene comunicato dai nipoti, figli della sorella Marcella. I funerali si tengono il 23 settembre nella città che le ha dato i natali, nella chiesa di Santa Croce. È sepolta nell'area storica del cimitero della Villetta di Parma, vicino alla sorella.

## Vita privata
Ha sempre vissuto tra la propria città natale, Montecatini Terme e Siracusa. Nel 1960 inizia una relazione professionale e sentimentale con il regista televisivo Giacomo Vaccari, che la vede protagonista in diversi sceneggiati televisivi della Rai. Nel 1963 Vaccari muore in un incidente automobilistico. Nel 1973 si sposa con l'imprenditore siracusano Enzo Messina. Nel 1983 perde tragicamente il marito, che annega durante un fortunale mentre ripara un'imbarcazione. Non ha avuto figli.

## Filmografia

### Cinema
- Vita da cani, regia di Steno e Monicelli (1950)
- Lebbra bianca, regia di Enzo Trapani (1951)
- Canto amore e cha cha cha (Susana y yo), regia di Enrique Cahen Salaberry (1957)
- La morte ha viaggiato con me, regia di Marcello Baldi (1957)
- Le fatiche di Ercole, regia di Pietro Francisci (1958)
- La legge, regia di Jules Dassin (1958)
- Gli amori di Ercole, regia di Carlo Ludovico Bragaglia (1960)
- I delfini, regia di Citto Maselli (1960)
- Morgan il pirata, regia di Primo Zeglio (1960)
- La guerra di Troia, regia di Giorgio Ferroni (1961)
- Un uomo da bruciare, regia di Valentino Orsini, Paolo e Vittorio Taviani (1962)
- Il peccato (Noche de verano), regia di Jorge Grau (1963)
- Il telefono, episodio di I tre volti della paura, regia di Mario Bava (1963)
- La violenza e l'amore, regia di Adimaro Sala (1965)
- La notte pazza del conigliaccio, regia di Alfredo Angeli (1967)
- Faccia a faccia, regia di Sergio Sollima (1967)
- L'amore è come il sole, regia di Carlo Lombardi (1969)
- Love Birds - Una strana voglia d'amare (Komm, süßer Tod), regia di Mario Caiano (1969)
- La padrina, regia di Giuseppe Vari (1973)
- Quando la carne urla, regia di Alfredo Mazzone (1973)
- Porte aperte, regia di Gianni Amelio (1990)
- Il trittico di Antonello, regia di Francesco Crescimone (1992)
- La vita è bella, regia di Roberto Benigni (1997)

### Televisione
- Jane Eyre – miniserie TV (1957)
- Il povero fornaretto di Venezia, regia di Mario Landi – film TV (1959)
- Giallo club - Invito al poliziesco – serie TV, 2 episodi (1959-1960)
- La Pisana – miniserie TV (1960)
- Mastro Don Gesualdo, regia di Giacomo Vaccari – miniserie TV (1964)
- Vita di Michelangelo, regia di Silverio Blasi – miniserie TV (1964)
- Le inchieste del commissario Maigret – serie TV, episodio 2x02 (1966)
- Luisa Sanfelice, regia di Leonardo Cortese – miniserie TV (1966)
- Zio Vania – film TV (1966)
- La nemica, regia di Claudio Fino – film TV (1966)
- Processo a Gesù, regia di Gianfranco Bettetini – film TV (1968)
- Il segreto di Luca, regia di Ottavio Spadaro – miniserie TV (1969)
- Il lutto si addice ad Elettra, regia di Fulvio Tolusso – film TV (1972)
- Una lepre con la faccia di bambina, regia di Gianni Serra – miniserie TV (1989)
- Der Bergdoktor – serie TV, episodio 1x09 (1992)

## Teatro
- Emma di Federico Zardi, regia di Giorgio Strehler, prima al Piccolo Teatro di Milano, il 27 febbraio 1952.
- Medea al Teatro Greco Taormina, 1965.
- Elettra di Euripide, regia di Pier Antonio Barbieri (1970)[3]
- Elena 1978 Teatro greco di Siracusa e in tournée
- La lupa 1979
- La Gioconda 1967 (con Luigi Vannucchi e la regia di Fantasio Piccoli) -1980 al Vittoriale di Gardone Riviera - 1985 Teatro Antico Sicilia
- Fedra di Seneca 1983 Segesta
- Upupa (The Dream of Upupa is The Fife) con Valeria Moriconi di Antonio Orfanò -regia di Antonio Orfanò1983 - Rassegna Internazionale Musica di Tropea
- Francesca da Rimini Teatro Antico Pompei
- Gertrude Stein 1984 in tournée
- Il sogno del fuoco 1999 al Vittoriale Gardone Riviera

## Prosa televisiva
- Prima dell'alba, di Tatiana Garin e Wolfgang W. Broll, regia di Enrico Colosimo, trasmessa l'8 febbraio 1961

## Prosa radiofonica Rai
- Le troiane di Euripide, regia di Guglielmo Morandi, trasmessa il 10 marzo 1949.
- Perduto nelle stelle, di Maxwell Anderson e Kurt Weill, regia di Anton Giulio Majano, trasmessa il 19 giugno 1953.
- Pane vivo, di Francoise Mauriac, regia di Alberto Casella. trasmessa il 20 marzo 1956.
- Il destino di chiamarsi Zadig di Antonio Passaro, regia di Anton Giulio Majano, trasmessa il 18 giugno 1956.

## Doppiatrici
- Giovanna Scotto in Le fatiche di Ercole
- Lydia Simoneschi in La guerra di Troia
- Elio Pandolfi in alcune scene di I tre volti della paura

## Riconoscimenti
- Targa d'oro in ricordo di Eleonora Duse
- Il Sagittario d'oro
- Premio alla carriera 2009 Milano Palazzo Liberty
- Titolo di Grand'Ufficiale della Repubblica Italiana dal presidente Sandro Pertini[4].
- Una targa con il suo nome è stata esposta su Viale Verdi a Montecatini Terme, il 18 giugno 2012. La targa esposta all'altezza del Hotel Tettuccio, dove l'attrice trascorreva lunghi periodi di villeggiatura.